# Бантинг (лунный кратер)
Кратер Бантинг (лат. Banting) — небольшой ударный кратер в центральной части Моря Ясности на видимой стороне Луны. Название дано в честь канадского физиолога и врача, одного из открывателей гормона инсулина Фредерика Гранта Бантинга (1891—1941) и утверждено Международным астрономическим союзом в 1973 г.

## Описание кратера

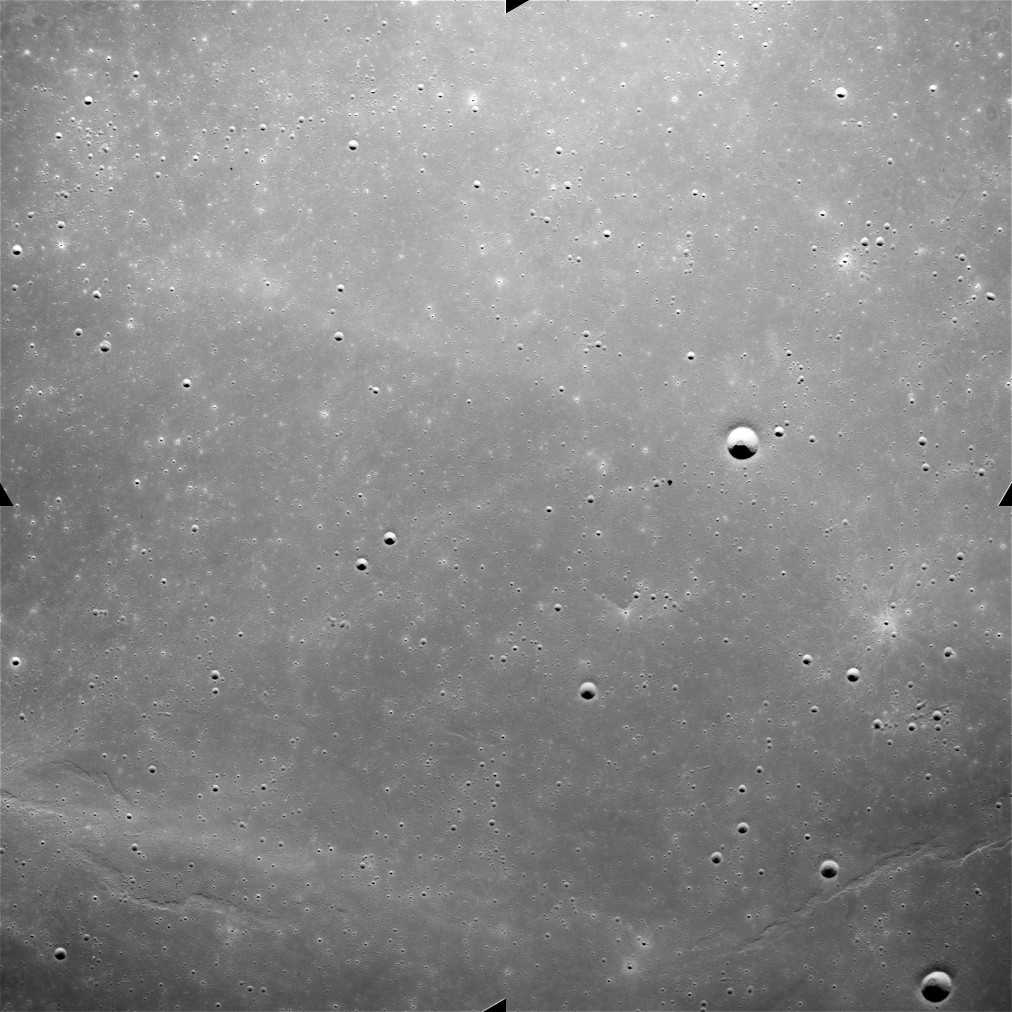
Окрестности кратера Бантинг (правее центра снимка). Фотография с борта Аполлона-15.

На западе-северо-западе от кратера находится кратер Линней; на юго-востоке кратеры Сарабхай и Финш; на юге-юго-востоке кратер Бессель. Селенографические координаты центра кратера — 26°35′ с. ш. 16°26′ в. д. / 26,58° с. ш. 16,43° в. д., диаметр — 5,15 км, глубина — 1,13 км.
Кратер имеет чашеобразную форму, практически не имеет следов разрушения. Высота вала над окружающей местностью составляет 180 м, объем кратера приблизительно 5 км³. Местность вокруг кратера ровная, испещрена множеством мелких кратеров.
По морфологическим признакам может быть отнесен к типу BIO (по названию кратера Био — типичного представителя кратеров данного типа).
До получения собственного наименования в 1973 г. кратер имел обозначение Линней Е (в системе обозначений так называемых сателлитных кратеров, расположенных в окрестностях кратера, имеющего собственное наименование).

## Сателлитные кратеры
Отсутствуют.